# Do it yourself
"Do it yourself" (viết tắt là "DIY", tạm dịch: tự tay làm lấy) là việc xây dựng, sửa đổi, hoặc sửa chữa một cái gì đó mà không có sự trợ giúp trực tiếp của các thợ lành nghề hoặc chuyên gia. Cụm từ DIY được đưa vào sử dụng phổ biến vào những năm 1950 trong dự án cải thiện nhà mà người dân sử dụng nhà mà người dân sử dụng kĩ năng của mình để sửa chữa, tu sửa một cách độc lập.
Trong những năm gần đây, DIY hạn đã có một ý nghĩa rộng hơn bao gồm một loạt các kỹ năng khác nhau. Phong trào DIY là giới thiệu lại mô hình tham gia của các cá nhân, sử dụng các kĩ năng sửa sang một căn nhà, tự đóng lấy hàng rào của nhà mình, các loại bàn ghế, hay chăm sóc một khu vườn, sửa chữa các loại đồ điện, tự may quần áo, sửa chữa ô tô, máy tính, trang web hoặc tài liệu bất cứ khía cạnh nào trong cuộc sống.
Hệ thống giáo dục của chúng ta, không có gì để cung cấp cho chúng ta bất kỳ kiến thức nào. Nói cách khác, chúng ta không học hỏi làm thế nào để nấu ăn, làm thế nào để may quần áo, làm thế nào để xây dựng nhà, hoặc làm bất cứ những điều hoàn toàn cơ bản của cuộc sống. Toàn bộ giáo dục mà chúng ta nhận được cho trẻ em ở trường là hoàn toàn trừu tượng. Nó huấn luyện cho bạn được một nhân viên bán hàng bảo hiểm hoặc một quan chức, hoặc một số công việc trí não. Tất cả là do chính bạn tự tìm hiểu.
Trong những năm 1970, DIY lây lan qua Bắc Mỹ ở các trường đại học và các nhóm tuổi mới tốt nghiệp đại học. Phong trào này liên quan đến việc đổi mới giá cả phải chăng, phù hợp với túi tiền và liên quan đến cả những dự án khác nhau thể hiện tầm nhìn xã hội và môi trường của những năm 1960 và đầu năm 1970. DIY đã trở thành một phong trào phổ biến ở châu Âu và lan dần đến châu Á và đã xuất hiện ở Việt Nam được giới trẻ yêu thích.